# Tupu – Das wilde Mädchen aus dem Central Park
Tupu – Das wilde Mädchen aus dem Central Park (Originaltitel: Tupu) ist eine 26-teilige kanadisch-französische-Zeichentrickserie. Sie handelt von einem Mädchen, welches als Baby im Central Park, dem größten Park in New York City verloren gegangen ist und von den wilden Tieren des Parks adoptiert wurde und dort auch aufwuchs. 

## Inhalt
Das Mädchen Tupu lebt auf einem hohen Baum im New Yorker Central Park und hat im Laufe der Zeit die Sprache der Tiere erlernt. Ihr treuester Begleiter ist ein Eichhörnchen namens Knuspel. Zusammen mit diesem und dem Jungen namens Norton Hollberg, dem Sohn des New Yorker Bürgermeisters, dessen Eltern leider nie genug Zeit für ihn haben und dem oft sehr langweilig ist, erleben Tupu und ihre Tierfreunde turbulente Abenteuer. Nur Shoobz, der Aufseher des Central Park und seine übereifrige Mutter versuchen Tupu zu fangen und ihr die gemeinsame, schöne Zeit zu vermiesen, aber mit Hilfe Nortons und ihrer Tierfreunde kann sie immer deren Pläne vereiteln.

## Ausstrahlung
Die Erstausstrahlung war in den Jahren 2004 bis 2005 in Frankreich und von 2005 bis 2007 in Kanada zu sehen. In Deutschland wurde sie zum ersten Mal vom 6. Juni bis 30. November 2005 im Pay-TV-Sender Disney Channel und vom 2. Dezember 2005 bis 15. Januar 2006 im Free-TV-Sender KI.KA gezeigt. In Österreich wurde sie vom 10. September bis 3. Dezember 2006 vom Sender ORF 1 übertragen. 
International war die Serie von 2005 bis 2008 in Australien, von 2006 bis 2007 im Vereinigten Königreich zu sehen. Des Weiteren wurde sie im Jahre 2006 auch in Italien, Ungarn, Belgien und in den Niederlanden ausgestrahlt.

## Produktion
Für die deutsche Übersetzung war die Firma Studio Funk GmbH verantwortlich.